# Silent Civilian
Silent Civilian sono un gruppo metalcore formatosi a Los Angeles nel 2005, dopo l'uscita del cantante Jonny Santos dagli Spineshank.

## Formazione
- Jonny Santos – voce, chitarra (2005-presente)
- Matt Bredemeier - chitarra (2011-presente)
- Robbie Young – basso (2009-presente)
- Zac Morris - batteria (2012-presente)

## Discografia

### Album in studio
- 2006 – Rebirth of the Temple
- 2010 – Ghost Stories